# Lushnjë (district)
Lushnjë (Albanees: Rrethi i Lushnjës) is een van de 36 districten van Albanië. Het heeft 143.000 inwoners (in 2004) en een oppervlakte van 712 km². Het district ligt in het westen van het land in de prefectuur Fier. De hoofdstad is de stad Lushnjë.

## Gemeenten
Lushnjë omvat 16 gemeenten, waarvan twee steden.
- Allkaj
- Ballagat
- Bubullimë
- Divjakë (stad)
- Dushk
- Fier-Shegan
- Golem
- Grabian
- Gradishtë
- Hysgjokaj
- Karbunarë
- Kolonjë
- Krutje
- Lushnjë (stad)
- Remas
- Tërbuf

## Bevolking
In de periode 1995-2001 had het district een vruchtbaarheidscijfer van 2,30 kinderen per vrouw, hetgeen lager was dan het nationale gemiddelde van 2,47 kinderen per vrouw.
Berat · Bulqizë · Delvinë · Devoll · Dibër · Durrës · Ëlbasan · Fier · Gjirokastër · Gramsh · Has · Kavajë · Kolonjë · Korçë · Krujë · Kuçovë · Kukës · Kurbin · Lezhë · Librazhd · Lushnjë · Malësi e Madhe · Mallakastër · Mat · Mirditë · Peqin · Përmet · Pogradec · Pukë · Sarandë · Skrapar · Shkodër · Tepelenë · Tirana · Tropojë · Vlorë